# José Quintero
José Alfredo „Choclo” Quintero Ordóñez (ur. 20 czerwca 1990 w Quinindé) – ekwadorski piłkarz występujący na pozycji prawego obrońcy, reprezentant Ekwadoru, od 2015 roku zawodnik LDU Quito.

## Kariera klubowa
Quintero jest wychowankiem trzecioligowego klubu Cuniburo FC, którego zawodnikiem pozostawał przez pięć lat, bezskutecznie walcząc o promocję na zaplecze najwyższej klasy rozgrywkowej. Za sprawą udanych występów, w lutym 2013 przeniósł się do drugoligowego SD Aucas z siedzibą w stołecznym Quito, gdzie z miejsca wywalczył sobie niepodważalne miejsce w wyjściowym składzie. Już kilka miesięcy później miał wielki wkład w powrót Aucas do pierwszej ligi na koniec sezonu 2014, po ośmiu latach nieobecności. Bezpośrednio po awansie przeniósł się do czołowego klubu w kraju – stołecznego LDU Quito, w którego barwach 1 lutego 2015 w wygranym 1:0 spotkaniu z El Nacional zadebiutował w ekwadorskiej Serie A. Od razu został podstawowym graczem ekipy, premierowego gola w pierwszej lidze zdobywając 4 lipca 2015 z Aucas. W sezonie 2015 zdobył z LDU wicemistrzostwo Ekwadoru, a sam został wybrany w oficjalnym plebiscycie do najlepszej jedenastki rozgrywek. W marcu 2017 zerwał więzadło krzyżowe w kolanie, wobec czego musiał pauzować przez kolejne pół roku.

## Kariera reprezentacyjna
Do seniorskiej reprezentacji Ekwadoru Quintero został powołany przez selekcjonera Gustavo Quinterosa już w listopadzie 2015 na spotkanie z Wenezuelą (3:1) w ramach eliminacji do Mistrzostw Świata w Rosji, lecz zadebiutował w niej dopiero 22 lutego 2017 w wygranym 3:1 meczu towarzyskim z Hondurasem.